# ボーン・ディス・ウェイ
『ボーン・ディス・ウェイ』 (Born This Way) は、アメリカ合衆国のミュージシャン、レディー・ガガの2枚目のスタジオ・アルバム。このアルバムは2011年5月23日にインタースコープ・レコードより公式にリリースされた。アルバムは「自分のアートの表現」という部分からインスピレーションを得ており、収録された楽曲には同性愛や宗教といったテーマが包括されている。音楽性的に、このアルバムは1980年代から1990年代以前のコンテンポラリー・ポップスからの高影響を受けているほか、その他ヘビー・メタルやオペラ、ジャズといった要素を含む、異なる音楽ジャンルからの融合もみられている。
『ボーン・ディス・ウェイ』は、ガガやフェルナンド・ガリバイ、レッドワン、ヤップ・ラウセン、DJホワイト・シャドウなどによって製作、プロデュースされた。『ボーン・ディス・ウェイ』は商業的にも成功を収め、アイルランド、アメリカ合衆国、イギリス、オーストラリア、オランダ、日本などで1位を記録した。
2021年には10周年記念盤が発売され、カイリー・ミノーグやイヤーズ・アンド・イヤーズらによる収録曲のカバーが追加収録された。

## 背景
ガガが初めてこのアルバムについて言及したのは2010年初頭で、同年9月に開催された2010年のMTV・ビデオ・ミュージック・アワードで最優秀年間ビデオ賞を受賞した直後のスピーチではアルバム・タイトルを明かした。レコーディング・セッションでは、様々な録音スタジオで楽曲を録音した。 

## チャート成績
アルバムからの最初の2枚のシングル「ボーン・ディス・ウェイ」と「ジューダス」は世界中でヒットし、前者はアメリカ合衆国のBillboard Hot 100を含む世界18カ国以上のチャートで1位を獲得した。また、「ボーン・ディス・ウェイ」はiTunesの歴史を塗り替え、リリースからわずか最初の5日間にて世界で100万ダウンロードを突破した。「ジューダス」は複数の国でトップ・テン入りを果たしている。アルバムからのサード・シングル「ジ・エッジ・オブ・グローリー」とプロモーション・シングル「ヘアー」もいくつかの国でチャート入りしている。ユー・アンド・アイでは "Lady Gaga" の名の源となったクイーンのメンバーの一人（ロジャー・テイラー作曲のRadio Ga Gaが元）、ブライアン・メイとのコラボレーションが実り、バックコーラスとリードギターが聴ける。加えてクイーンのWe Will Rock Youのリフのサンプリングを用いている。
アルバムはアメリカ合衆国のBillboard 200にて初週売上110万8000枚を記録し、自身初のチャート首位獲得。これによって、初週114万枚を売り上げた50セントの『ザ・マッサカー〜虐殺の日。 』（2005年）以来となる好成績を上げた。更に1週間で100万枚以上を売り上げたアルバムは17作品に留まっている。また、ガガはこのアルバムでホイットニー・ヒューストンの映画『ボディガード』のサウンドトラック（1992年）や、ブリトニー・スピアーズの『ウップス!...アイ・ディド・イット・アゲイン』（2000年）、ノラ・ジョーンズの『Feels Like Home』（2004年）、テイラー・スウィフトの『スピーク・ナウ』（2010年）に次ぐ、1週間で100万枚以上を売り上げた史上5人目の女性歌手となった。『ボーン・ディス・ウェイ』が1週間で100万枚以上を売り上げた背景には、アマゾンがアルバムを発売日の23日（月曜日）と26日（木曜日）の2日間にわたってわずか99セントで発売したことにある。これによってアルバムの66万2000枚のデジタル・セールスのうち、アマゾンでの売上枚数は44万枚にまで膨れ上がった。デジタル・ダウンロードに占める割合は60%にも上った。アルバムは、Dance/Electronic Albumsチャートでも首位を獲得している。アルバムはアイルランド、スウェーデン、フィンランドでも首位を獲得した。このアルバムはオーストラリアでも首位を記録し、これは『ザ・モンスター』以来となるガガにとって2作目のオーストラリアでの首位獲得作品となった。オーストラリアレコード産業協会からは7万枚以上の売上作品が対象となるプラチナム・レコードに認定された。『ボーン・ディス・ウェイ』はイギリスの全英アルバムチャートでも2011年5月29日付で2011年の全英チャート週間最高売上となる215,639ユニットを記録し、初登場首位となった。この週のガガのアルバム・セールスは他のトップ10の売上を合わせたものよりも多い枚数となった。このアルバムはニュージーランド・アルバム・チャートでも『ザ・モンスター』に続く首位を記録し、プラチナム・レコードに認定された。アルバムは日本のオリコン週間アルバムチャートでも首位を記録し、その週間売上は18.4万枚に上った。『ボーン・ディス・ウェイ』は、ガガの日本でのキャリアにおいて初のチャート制覇作品となった。アルバムは初週時点でアメリカ合衆国のみで210万枚以上が出荷され、全世界での初週総売上は200万枚を超えた。現在のトータルセールスは600万枚以上である。

## 収録曲
| #         | タイトル                                                                         | 作詞・作曲                               | プロデューサー                                     | 時間  |
| --------- | -------------------------------------------------------------------------------- | ---------------------------------------- | -------------------------------------------------- | ----- |
| 1.        | 「マリー・ザ・ナイト」(Marry the Night)                                          | レディー・ガガ、フェルナンド・ギャリベイ | ガガ、ギャリベイ                                   | 4:25  |
| 2.        | 「ボーン・ディス・ウェイ」(Born This Way)                                        | ガガ、ヤッパ・ローアセン                 | ガガ、ローアセン、ギャリベイ、DJホワイト・シャドウ | 4:20  |
| 3.        | 「ガバメント・フッカー」(Government Hooker)                                      | ガガ、ギャリベイ、シャドウ               | ガガ、シャドウ、ギャリベイ、DJスネーク             | 4:14  |
| 4.        | 「ジューダス」(Judas)                                                            | ガガ、RedOne                             | ガガ、RedOne                                       | 4:09  |
| 5.        | 「アメリカーノ」(Americano)                                                      | ガガ、ギャリベイ、シャドウ、Cheche Alara | ガガ、ギャリベイ、シャドウ                         | 4:07  |
| 6.        | 「ヘアー」(Hair)                                                                 | ガガ、RedOne                             | ガガ、RedOne                                       | 5:08  |
| 7.        | 「シャイセ」(Scheiße)                                                            | ガガ、RedOne                             | ガガ、RedOne                                       | 3:46  |
| 8.        | 「ブラッディー・マリー」(Bloody Mary)                                            | ガガ、ギャリベイ、シャドウ               | ガガ、シャドウ、ギャリベイ、クリントン・スパークス | 4:05  |
| 9.        | 「バッド・キッズ」(Bad Kids)                                                     | ガガ、ローアセン、ギャリベイ、シャドウ   | ガガ、ローアセン、ギャリベイ、シャドウ             | 3:51  |
| 10.       | 「ハイウェイ・ユニコーン（ロード・トゥ・ラヴ）」(Highway Unicorn (Road to Love)) | ガガ、ギャリベイ、シャドウ               | ガガ、RedOne、ギャリベイ、シャドウ                 | 4:16  |
| 11.       | 「ヘヴィー・メタル・ラヴァー」(Heavy Metal Lover)                                | ガガ、ギャリベイ                         | ガガ、ギャリベイ                                   | 4:13  |
| 12.       | 「エレクトリック・チャペル」(Electric Chapel)                                    | ガガ、シャドウ                           | ガガ、シャドウ                                     | 4:12  |
| 13.       | 「ユー・アンド・アイ」(You and I)                                                | ガガ                                     | ガガ、ロバート・ジョン・"マット"・ラング           | 5:07  |
| 14.       | 「ジ・エッジ・オブ・グローリー」(The Edge of Glory)                              | ガガ、ギャリベイ、シャドウ               | ガガ、ギャリベイ                                   | 5:21  |
| 合計時間: | 合計時間:                                                                        | 合計時間:                                | 合計時間:                                          | 61:07 |

| #         | タイトル                                                | 作詞・作曲       | プロデューサー                    | 時間  |
| --------- | ------------------------------------------------------- | ---------------- | --------------------------------- | ----- |
| 15.       | 「ボーン・ディス・ウェイ」(ヨスト & ナーフ・リミックス) | ガガ、ローアセン | ガガ、ギャリベイ、ヨスト & ナーフ | 5:58  |
| 合計時間: | 合計時間:                                               | 合計時間:        | 合計時間:                         | 67:07 |

| #         | タイトル                                                   | 作詞・作曲       | プロデューサー   | 時間  |
| --------- | ---------------------------------------------------------- | ---------------- | ---------------- | ----- |
| 16.       | 「ボーン・ディス・ウェイ」(LLG vs. GLG ラジオ・リミックス) | ガガ、ローアセン | ガガ、ギャリベイ | 3:50  |
| 合計時間: | 合計時間:                                                  | 合計時間:        | 合計時間:        | 71:03 |

| #   | タイトル                               | 作詞・作曲   | リミキサー | 時間 |
| --- | -------------------------------------- | ------------ | ---------- | ---- |
| 15. | 「ジューダス」(Thomas Gold リミックス) | ガガ、RedOne | Gold       | 5:32 |

| #         | タイトル                                                                  | 作詞・作曲                             | プロデューサー                         | 時間  |
| --------- | ------------------------------------------------------------------------- | -------------------------------------- | -------------------------------------- | ----- |
| 9.        | 「ブラック・ジーザス†アーメン・ファッション」(Black Jesus + Amen Fashion) | ガガ、シャドウ                         | ガガ、シャドウ                         | 3:36  |
| 10.       | 「バッド・キッズ」                                                        | ガガ、ローアセン、ギャリベイ、シャドウ | ガガ、ローアセン、ギャリベイ、シャドウ | 3:51  |
| 11.       | 「ファッション・オブ・ヒズ・ラヴ」(Fashion of His Love)                   | ガガ、ギャリベイ                       | ガガ、ギャリベイ                       | 3:39  |
| 12.       | 「ハイウェイ・ユニコーン（ロード・トゥ・ラヴ）」                          | ガガ、ギャリベイ、シャドウ             | ガガ、RedOne、ギャリベイ、シャドウ     | 4:16  |
| 13.       | 「ヘヴィー・メタル・ラヴァー」                                            | ガガ、ギャリベイ                       | ガガ、ギャリベイ                       | 4:13  |
| 14.       | 「エレクトリック・チャペル」                                              | ガガ、シャドウ                         | ガガ、シャドウ                         | 4:12  |
| 15.       | 「ザ・クイーン」(The Queen)                                               | ガガ、ギャリベイ                       | ガガ、ギャリベイ                       | 5:17  |
| 16.       | 「ユー・アンド・アイ」                                                    | ガガ                                   | ガガ、ラング                           | 5:07  |
| 17.       | 「ジ・エッジ・オブ・グローリー」                                          | ガガ、ギャリベイ、シャドウ             | ガガ、ギャリベイ                       | 5:21  |
| 合計時間: | 合計時間:                                                                 | 合計時間:                              | 合計時間:                              | 73:38 |

| #         | タイトル                                                                 | 作詞・作曲       | プロデューサー           | 時間  |
| --------- | ------------------------------------------------------------------------ | ---------------- | ------------------------ | ----- |
| 1.        | 「ボーン・ディス・ウェイ」(カントリー・ロード・バージョン)               | ガガ、ローアセン | ガガ、ギャリベイ         | 4:22  |
| 2.        | 「ジューダス」(DJホワイト・シャドウ・リミックス)                         | ガガ、RedOne     | ガガ、RedOne、シャドウ   | 4:08  |
| 3.        | 「マリー・ザ・ナイト」(ゼッド・リミックス)                               | ガガ、ギャリベイ | ガガ、ギャリベイ、ゼッド | 4:21  |
| 4.        | 「シャイセ」(DJホワイト・シャドウ・ミュグレー)                           | ガガ、RedOne     | ガガ、RedOne、シャドウ   | 9:35  |
| 5.        | 「ファッション・オブ・ヒズ・ラヴ」(フェルナンド・ギャリベイ・リミックス) | ガガ、ギャリベイ | ガガ、ギャリベイ         | 3:45  |
| 合計時間: | 合計時間:                                                                | 合計時間:        | 合計時間:                | 26:02 |

| #         | タイトル                                                | 作詞・作曲       | プロデューサー                    | 時間  |
| --------- | ------------------------------------------------------- | ---------------- | --------------------------------- | ----- |
| 6.        | 「ボーン・ディス・ウェイ」(ヨスト & ナーフ・リミックス) | ガガ、ローアセン | ガガ、ギャリベイ、ヨスト & ナーフ | 5:58  |
| 合計時間: | 合計時間:                                               | 合計時間:        | 合計時間:                         | 32:00 |

| #         | タイトル                                                   | 作詞・作曲       | プロデューサー   | 時間  |
| --------- | ---------------------------------------------------------- | ---------------- | ---------------- | ----- |
| 7.        | 「ボーン・ディス・ウェイ」(LLG vs. GLG ラジオ・リミックス) | ガガ、ローアセン | ガガ、ギャリベイ | 4:22  |
| 合計時間: | 合計時間:                                                  | 合計時間:        | 合計時間:        | 36:22 |

| #  | タイトル                               | 作詞・作曲   | リミキサー | 時間 |
| -- | -------------------------------------- | ------------ | ---------- | ---- |
| 6. | 「ジューダス」(Thomas Gold リミックス) | ガガ、RedOne | Gold       | 5:32 |

備考
1. 1 2 3 4  補プロデューサー